# 理查·賽納克
理查·達里爾·賽納克（英語：Richard Darryl Zanuck，1934年12月13日—2012年7月13日），美國電影監製。他在1989年以電影《溫馨接送情》獲得奧斯卡最佳影片獎。

## 逝世
2012年7月13日，理查·賽納克因為心臟病引發心肌梗死，在比佛利山的家中逝世，享年77歲，與1979年他父親過世時同歲數。

## 監製作品
- 《CIA驚世大行動》（1996年）
- 《連鎖反應》（1996年）
- 《彗星撞地球》（1998年）
- 《迫切的任務》（1999年）
- 《火線衝突》（2000年）
- 《決戰猩球》（2001年）
- 《火焰末日》（2002年）
- 《非法正義》（2002年）
- 《大智若魚》（2003年）
- 《巧克力冒險工廠》（2005年）
- 《瘋狂理髮師：倫敦首席惡魔剃刀手》（2007年）
- 《沒問題先生》（2008年）
- 《魔境夢遊》（2010年）
- 《超世紀封神榜》（2010年）
- 《黑影家族》（2012年）

## 外部連結
- 理查·賽納克在互联网电影资料库（IMDb）上的資料（英文）